# Bernt Engelmann

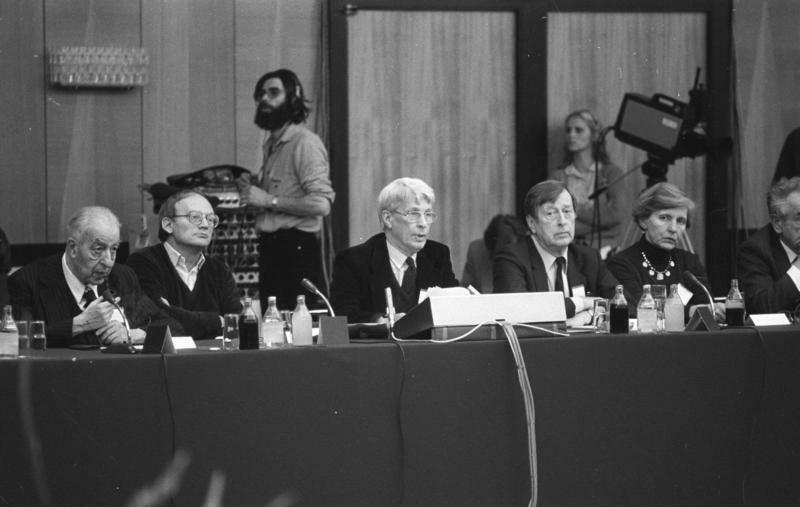
Bernt Engelmann (2e à partir de la droite)

Bernt Engelmann (né le 20 janvier 1921 à Berlin et mort le 14 avril 1994 à Munich) est un écrivain et journaliste allemand. Avec plus de 15 millions de livres vendus, il est considéré comme l'un des "auteurs factuels et d'investigation" les plus célèbres de la République fédérale d'Allemagne.

## Biographie
Engelmann est un arrière-petit-fils de l'éditeur Leopold Ullstein et passe son enfance dans sa ville natale de Berlin. À l'âge de onze ans, sa famille s'installe à Düsseldorf, où il est diplômé de l'École Lessing (de) en 1938. Immédiatement après, il est enrôlé dans le service du travail du Reich, puis dans l'armée de l'air. Apparemment en raison d'une blessure ou d'une blessure subie en service, il prend sa retraite de la Wehrmacht et commence à étudier en 1942. Il gagne également sa vie en tant que traducteur et éditeur.
Vers la fin de la dictature national-socialiste, Engelmann rejoint un groupe de résistants, est arrêté deux fois par la Gestapo et en 1944 emprisonné dans les camps de concentration de Flossenbürg, Hersbruck et Dachau pour « avoir profité aux juifs ». Dans le camp satellite d'Hersbruck du camp de concentration de Flossenbürg, il reçoit le numéro de prisonnier 28738. Après la guerre, il rencontre l'officier de la Gestapo qui a arrêté sa mère et ses amis et qui a interrogé et abusé ses amis à Cologne, où il dirige la police politique.
Après la Seconde Guerre mondiale, Engelmann commence à étudier le journalisme. Pendant ce temps, il écrit pour les journaux syndicaux. Il travaille ensuite comme reporter et rédacteur en chef, d'abord pour Spiegel puis pour le magazine NDR Panorama. À partir de 1962, il travaille de plus en plus comme publiciste et publie un ou deux livres de non-fiction par an jusqu'à sa mort en 1994. De 1977 à novembre 1983, il est président de l'Association des écrivains allemands (de) (VS) de l'IG Druck und Papier (de). Pendant ce temps, il milite pour la sécurité sociale des journalistes et écrivains indépendants. La sécurité sociale des artistes remonte à son initiative. En outre, Engelmann est membre du SPD, IG Metall et de 1972 à 1984 membre du comité exécutif du centre PEN ouest-allemand.
En raison de ses contacts en tant que fonctionnaire VS avec l'Association des écrivains de la RDA (de), il est en partie controversé. En 1984, il reçoit le prix Heinrich-Heine du ministère est-allemand de la Culture.
Engelmann vit en dernier lieu à Rottach-Egern dans les Préalpes bavaroises. Il y est également enterré.

## Démission en tant que président de VS
Fin 1983, 50 écrivains, dont Heinrich Böll, Günter Grass, Sarah Kirsch et Siegfried Lenz, demandent sa démission en tant que président du VS. La raison est est un télégramme qu'Engelmann, en tant que président de l'Union des écrivains allemands, a envoyé avec le centre PEN ouest-allemand au général polonais Wojciech Jaruzelski. Il y proteste contre la dissolution de l'Union des écrivains polonais et demande « l'approbation immédiate » d'une association « qui représente les intérêts des auteurs ». Cette demande est ensuite fustigée par Günter Grass comme une demande de "créer une association de Quislings " (collaborateurs). Engelmann est également accusé d'avoir été trop doux avec la dictature polonaise. Selon Hubertus Knabe (de), la phrase centrale est: « Bernt Engelmann n'a pas été mandaté par nous en tant que président du VS pour imposer la censure et les interdictions de penser.

## Connexion à la sécurité d'état de la RDA
Au début des années 1990, Engelmann est critiqué pour avoir utilisé du matériel pour ses livres qui lui a été envoyé de la RDA par le ministère de la Sécurité d'État  . Au cours de la discussion, l'origine du matériel est critiquée et son exactitude parfois remise en question. Dirk Banse et Michael Behrendt (de) réclament le 19 juin 2004 dans Die Welt sur la base d'une fiche statistique des fichiers Rosenholz (de) et selon les informations de l'ancien officier de la Stasi Günter Bohnsack (de) selon lesquelles Engelmann est répertorié comme un employé non officiel d'"Albers" au ministère de la Sécurité d'État depuis 1982.

## Publications
Dans l'ensemble, Engelmann a écrit environ 50 livres avec un tirage total de plus de 15 millions d'exemplaires dans le monde. En collaboration avec Paczensky, Engelmann publie le magazine Deutsches Panorama (de) de 1966 à 1967. À partir de 1962, il travaille comme écrivain indépendant et écrit principalement de la non-fiction. Dans ses "livres d'anti-histoire", il utilise une image de l'histoire "d'en bas" ; l'accent de son ou ses histoires n'est pas sur les dirigeants, mais sur les gouvernés.

### Großes Bundesverdienstkreuz, 1974
En outre, Engelmann a également écrit deux romans avec un vrai passé : dans Großes Bundesverdienstkreuz (de), il traite de l'essor économique de l'industriel Fritz Ries (de) et de son influence sur les hommes politiques de haut rang.

### Hotel Bilderberg, 1977
Dans son livre Hotel Bilderberg, il décrit l'émergence de l'élite occidentale d'après-guerre en prenant l'exemple de la conférence de Bilderberg, organisée par Bernhard de Lippe-Biesterfeld (le « prince des Pays-Bas »).

## Œuvres (sélection)
- 1963 Meine Freunde, die Millionäre. Ein Beitrag zur Soziologie der Wohlstandsgesellschaft nach eigenen Erlebnissen. Schneekluth, Darmstadt
- 1964 Meine Freunde, die Waffenhändler: Kleine Kriege, grosse Geschäfte. Bastei Lübbe, Bergisch Gladbach
- 1965 Deutschland-Report. Exlibris
- 1965 Das eigene Nest – ein Panorama bundesdeutscher Gegenwart. Schneekluth Verlag
- 1966 Meine Freunde die Manager. Ein Beitrag zur Erklärung des deutschen Wunders
- 1967 66 Zeitgenossen. Berühmt, bestaunt, bewundert
- 1967 Schützenpanzer HS 30 – Starfighter F-104 G, oder wie man unseren Staat zugrunde richtet. Kurt Desch
- 1968 Die Macht am Rhein, Fortsetzung zu Meine Freunde die Millionäre
- 1970 Deutschland ohne Juden. Eine Bilanz
- 1971 Die vergoldeten Bräute. Wie Herrscherhäuser und Finanzimperien entstehen
- 1971 O wie oben. Wie man es schafft, ganz O zu sein
- 1972 Das Reich zerfiel, die Reichen blieben. Deutschlands Geld- und Machtelite (Mit Rangliste der 500 großen alten Vermögen). Hoffmann& Campe
- 1972 Meine Freunde, die Geldgiganten. Die Macht am Rhein: Der alte Reichtum / Die neuen Reichen. Schneekluth Verlag
- 1972 Schwarzbuch: Franz Josef Strauß. Kiepenheuer & Witsch
- 1973 Ihr da oben – wir da unten (mit Günter Wallraff). Kiepenheuer&Witsch
- 1973 Schwarzes Kassenbuch. Die heimlichen Wahlhelfer der CDU/CSU
- 1974 Großes Bundesverdienstkreuz. AutorenEdition (de)
- 1974 Wir Untertanen. Ein Deutsches Anti-Geschichtsbuch. Bertelsmann
- 1975 Einig gegen Recht und Freiheit – Deutsches Anti-Geschichtsbuch 2. Teil. Bertelsmann
- 1976 Schwarzbuch: Strauß, Kohl und Co. Kiepenheuer & Witsch
- 1977 Hotel Bilderberg (de). Ein Tatsachenroman. AutorenEdition
- 1977 Trotz alledem. Deutsche Radikale 1777–1977. Bertelsmann
- 1978 Hrsg.: VS vertraulich. IV. Schriftstellerkongreß Dortmund und die Folgen. Goldmann
- 1978 Trotz alledem. Horen der Freundschaft. Bertelsmann
- 1979 Preußen: Land der unbegrenzten Möglichkeiten. Goldmann,  (ISBN 3-442-11300-8)
- 1979 Eingang nur für Herrschaften. Karrieren über die Hintertreppe. Goldmann
- 1980 Das neue Schwarzbuch Franz Josef Strauß. TB Kiepenheuer,  (ISBN 3-462-01390-4)
- 1980 Wie wir wurden, was wir sind. Von der bedingungslosen Kapitulation zur unbedingten Wiederbewaffnung. Bertelsmann; 1982, TB Goldmann,  (ISBN 3-442-06388-4)
- 1980 Die andere Bundesrepublik. Geschichte und Perspektiven. Hrsg. Karl Rupp, Guttandin & Hoppe,  (ISBN 3-922140-08-4)
- 1980 Die Laufmasche. Tatsachenroman. AutorenEdition; 1982, TB rororo,  (ISBN 3-499-14882-X)
- 1981 Wir sind wieder wer. Auf dem Weg ins Wirtschaftswunderland. Bertelsmann,  (ISBN 3-570-00158-X)
- 1981 Was lange gärt, wird endlich Wut. Der Fall Hansen. Konkret Literatur Verlag,  (ISBN 3-922144-15-2)
- 1982 Im Gleichschritt marsch. Wie wir die Nazizeit erlebten. Kiepenheuer & Witsch; 1984, TB Goldmann,  (ISBN 3-442-06727-8).

- Éd. 1982 : Ça marche, ça marche... Les écrivains contemporains et leur contribution à la paix - limites et possibilités. Goldman,  (ISBN 3-442-06561-5)
- 1982 Livre blanc Paix . TB Kiepenheuer & Witsch,  (ISBN 3-462-01514-1)
- 1983 En bon allemand. Un livre de lecture de Bernt-Engelmann, éd. Lothaire Menne. Goldman,  (ISBN 3-442-06539-9)
- 1983 Jusqu'à ce que tout tombe en morceaux. Comment nous avons vécu la période nazie 1939-1945 . Kiepenheuer & Witsch; 1985, TB Goldman,  (ISBN 3-442-06786-3)
- 1984 Vous allemand? Histoire des étrangers dans notre pays . Bertelsmann; 1987, TB Goldmann,  (ISBN 3-442-08657-4)
- 1984 Aussi allemand que possible, aussi allemand que possible . Goldman,  (ISBN 3-442-06707-3)
- 1984 En avant et pas oublié. De la société secrète persécutée au parti du chancelier. Chemins et fausses voies de la social-démocratie allemande (Préface de Willy Brandt ). Bertelsmann
- 1985 Au-delà de la haine. Textes pour le 8 Mai 1945 . Weltkreis Verlag,  (ISBN 3-88142-336-2)
- 1986 Die unfreiwilligen Reisen des Putti Eichelbaum (de) . Bertelsmann,  (ISBN 3-570-01716-8)
- 1986 Livre noir. Le complot Kohl & Co . Steidl,  (ISBN 3-88243-066-4)
- 1986 L'ABC des gros sous. Pouvoir et richesse en République fédérale - et ce qu'on peut en acheter à Bonn . Éditeur de la Nation,  (ISBN 3-373-00162-5)
- 1986 Krupp. L'histoire d'une maison. Légende et réalité. Goldmann Wilhelm GmbH,  (ISBN 978-3442119240)
- 1987 Nous avons toujours la tête sur la nuque. Les Allemands entre l'heure zéro et le miracle économique . Kiepenheuer & Witsch,  (ISBN 3-462-01688-1)
- 1988 Juge entre la loi et le pouvoir. Une contribution à l'histoire de la justice pénale allemande de 1779 à 1918 . Pahl-Rugenstein,  (ISBN 3-7609-1228-1)
- 1989 échec judiciaire, terreur judiciaire et héritage difficile. Une contribution à l'histoire de la justice pénale allemande de 1919 à nos jours . Pahl-Rugenstein,  (ISBN 3-7609-1229-X)
- 1990 L'histoire allemande en histoires. Edité par Klaus Ziermann. Éditeur de la Nation,  (ISBN 3-373-00390-3)
- 1990 Qu'est-ce que l'histoire ? Avant-propos à : Otto Oertel, En tant que prisonnier des SS, Oldenburg 1990,  (ISBN 3-8142-0238-4)
- 1994Berlin . Une ville pas comme les autres . Steidl,  (ISBN 3-88243-309-4)
- 1994 Les fonctionnaires. Notre état dans l'état . Steidl,  (ISBN 3-88243-236-5)
- 1994 Black Book Helmut Kohl ou : comment ruiner un état . (PDF; 1.2 MB) Steidl,  (ISBN 3-88243-278-0)